# Julija Lipnickaja
 Julija Lipnickaja  (rus. Ю́лия Вячесла́вовна Липни́цкая, Ekaterinburg, 5. lipnja 1998.) je ruska umjetnička klizačica. Svjetska je juniorska prvakinja (2012.), europska prvakinja (2014.)  i olimpijska prvakinja u ekipnoj konkurenciji (Soči 2014.). Umjetničkim klizanjem se bavi od 4. godine.

## Natjecateljski rezultati
| Natjecanje / sezona           | 2009./10. | 2010./11. | 2011./12. | 2012./13. | 2013./14. |
| ----------------------------- | --------- | --------- | --------- | --------- | --------- |
| Olimpijske igre               |           |           |           |           | 5         |
| Svjetsko prvenstvo            |           |           |           |           | 2         |
| Europsko prvenstvo            |           |           |           |           | 1         |
| Grand Prix (finale)           |           |           |           | WD        | 2         |
| Rusko prvenstvo               |           | 4         | 2         | WD        | 2         |
| Svjetsko juniorsko prvenstvo  |           |           | 1         | 2         |           |
| Juniorski Grand Prix (finale) |           |           | 1         |           |           |
| Rusko juniorsko prvenstvo     | 5         | WD        | 1         | 5         |           |
| Ekipno                        |           |           |           |           |           |
| Olimpijske igre               |           |           |           |           | 1         |

Izvor: Competition Results, Julia LIPNITSKAIA pristupljeno 12. veljače 2014.

## Vanjske poveznice
|  | Zajednički poslužitelj ima još gradiva o temi Julija Lipnickaja |

- Životopis na stranici ISU-a
- Životopis  Arhivirana inačica izvorne stranice od 1. travnja 2014. (Wayback Machine) na stranici Zimskih olimpijskih igara u Sočiju 2014.